# Taiko (boben)
Taiko (太鼓) je širok nabor japonskih tolkal. V japonščini se izraz taiko nanaša na katero koli vrsto bobna, zunaj Japonske pa se uporablja posebej za označevanje katerega koli od različnih japonskih bobnov, imenovanih vadaiko (和太鼓, dobesedno »japonski bobni«) in za obliko ansambla taiko bobnanje, natančneje imenovano kumi-daiko (組太鼓, dobesedno »niz bobnov«). Postopek izdelave taiko se med proizvajalci razlikuje, priprava telesa bobna in kože pa lahko traja več let, odvisno od metode.
Taiko ima mitološki izvor v japonski folklori, vendar zgodovinski zapisi kažejo, da je bil taiko uveden na Japonsko prek kitajskega in korejskega kulturnega vpliva že v 6. stoletju n. št.; najdena je bila tudi keramika Haniva, ki prikazuje taiko bobne. Nekateri so podobni glasbilom, ki izvirajo iz Indije. Arheološki dokazi prav tako podpirajo stališče, da je bil taiko prisoten na Japonskem v 6. stoletju v obdobju Kofun. Njihova funkcija se je skozi zgodovino spreminjala, vse od komunikacije, vojaških akcij, gledališke spremljave, verskih obredov in koncertnih nastopov. V sodobnem času ima tudi osrednjo vlogo v družbenih gibanjih za manjšine tako znotraj kot zunaj Japonske.
Izvedba kumi-daiko, za katero je značilno igranje ansambla na različne bobne, se je razvila leta 1951 z delom Daihači Ogučija in kasneje leta 1961 s strani Ondekoza, taiko pa je pozneje postal popularen pri številnih drugih skupinah, ki kopirajo format Ondekoza, kot je Kodo, Jamato, Tao, Taikoza, Fuun No Kai, Sukeroku Taiko itd. Drugi slogi izvajanja, kot je hačidžō-daiko, so prav tako nastali iz posebnih skupnosti na Japonskem. Kumi-daiko izvedbene skupine niso aktivne le na Japonskem, ampak tudi v Združenih državah, Avstraliji, Kanadi, Evropi, Tajvanu in Braziliji. Taiko predstava je sestavljena iz številnih komponent v tehničnem ritmu, obliki, oprijemu palice, oblačilih in posebnih instrumentih. Ansambli običajno uporabljajo različne vrste nagadō-daiko v obliki soda ter manjše šime-daiko. Mnoge skupine spremljajo bobne z vokali, godali in pihali.

## Glosar
| Romanizirano  | IPA izgovarjava | Kandži     | Definicija                                                                            |
| ------------- | --------------- | ---------- | ------------------------------------------------------------------------------------- |
| Bači          | [batɕi]         | 撥         | Različne bobnarske palice, ki se uporabljajo za izvajanje taika                       |
| Bjō-uči-daiko | [bʲoːɯtɕidaiko] | 鋲打ち太鼓 | Taiko, kjer je koža pritrjena na glavo                                                |
| Gagakki       | [ɡaɡakki]       | 雅楽器     | Instrumenti, ki se uporabljajo v gledališki tradiciji, imenovani gagaku               |
| Kumi-daiko    | [kɯmidaiko]     | 組太鼓     | Vrsta izvedbe, ki vključuje več igralcev in različne vrste taika                      |
| Nagadō-daiko  | [naɡadoːdaiko]  | 長胴太鼓   | Podkategorija bjō-uči-daiko, ki ima daljše telo v obliki soda                         |
| Mija-daiko    | [mijadaiko]     | 宮太鼓     | Enako kot Nagado, vendar le za sveto uporabo v templjih                               |
| Okedō-daiko   | [okedoːdaiko]   | 桶胴太鼓   | Taiko z okvirji, podobnimi vedru, in napet z vrvmi ali sorniki                        |
| Šime-daiko    | [ɕimedaiko]     | 締め太鼓   | Majhen taiko z visokim tonom, kjer se koža potegne čez glavo z vrvjo ali skozi vijake |
| Cuzumi        | [tsɯzɯmi]       | 鼓         | Bobni v obliki peščene ure, ki se napnejo z vrvjo in igrajo s prsti                   |

## Zgodovina

### Izvor
Izvor taiko bobnov in njegovih različic je nejasen, čeprav je bilo veliko predlogov. Zgodovinska poročila, med katerimi so najzgodnejša iz leta 588 n. št., ugotavljajo, da so mladi Japonci odpotovali v Korejo, da bi preučevali kako, boben, ki izvira iz Južne Kitajske. Ta študija in prisvajanje kitajskih instrumentov sta morda vplivala na nastanek taika. Nekateri dvorni glasbeni slogi, zlasti gigaku in gagaku, so prispeli na Japonsko prek Kitajske in Koreje. V obeh tradicijah je plesalce spremljalo več inštrumentov, ki so vključevali bobne, podobne taiku. Nekateri tolkalski vzorci in terminologija v togaku, zgodnjem plesnem in glasbenem slogu na Japonskem, poleg fizičnih značilnosti kaka odražajo tudi vpliv Kitajske in Indije na uporabo bobnov pri izvedbi gagakuja.
Arheološki dokazi kažejo, da so taiko uporabljali na Japonskem že v 6. stoletju našega štetja v zadnjem delu obdobja Kofun in so ga verjetno uporabljali za komunikacijo, na festivalih in v drugih ritualih. Ta dokaz je bil podprt z odkritjem kipov haniva v okrožju Sava v prefekturi Gunma. Dve od teh figur sta upodobljeni med igranjem na bobne; eden od njiju, oblečen v kože, je opremljen z bobnom v obliki soda, obešenim na njegovo ramo in uporablja palico za igranje bobna v višini bokov. Ta kip ima naslov »Človek, ki premaguje taiko« in velja za najstarejši dokaz o izvajanju taika na Japonskem. Podobnosti med slogom igranja, ki ga izkazuje ta haniva, in znanimi glasbenimi tradicijami na Kitajskem in v Koreji nadalje kažejo na vplive iz teh regij.
Nihon Šoki, druga najstarejša knjiga japonske klasične zgodovine, vsebuje mitološko zgodbo, ki opisuje izvor taiko. Mit pripoveduje, kako je Amaterasu, ki se je v jezi zaprla v jamo, povabila starejša boginja Ame-no-Uzume, ko drugim ni uspelo. Ame-no-Uzume je to dosegla tako, da je izpraznila sod sakeja in besno zaplesala na njem. Zgodovinarji menijo, da je njen nastop mitološka stvaritev taiko glasbe. 

### Uporaba v vojni
Na fevdalni Japonski so taiko pogosto uporabljali za motiviranje vojakov, izdajanje ukazov ali obvestil in določanje tempa korakanja; koračnice so bile običajno nastavljene na šest korakov na udarec bobna. V obdobju vojskujočih se držav v 16. stoletju so za sporočanje ukazov za umik in napredovanje uporabljali posebne bobne. Drugi ritmi in tehnike so bili podrobno opisani v besedilih tega obdobja. Po vojni kroniki Gundži Jošū bi devet nizov po pet taktov poklicalo zaveznika v bitko, medtem ko je devet nizov treh udarcev, pospešenih tri ali štirikrat, pomenilo poziv k napredovanju in zasledovanju sovražnika. Ljudsko izročilo iz 16. stoletja o legendarnem cesarju Keitaju iz 6. stoletja ponuja zgodbo, da je iz Kitajske dobil velik boben, ki ga je poimenoval Sendžin-daiko (線陣太鼓, »prednji boben«). Cesar naj bi ga uporabljal tako za spodbujanje lastne vojske kot za ustrahovanje sovražnikov.

### V tradicionalnih okoljih
Taiko je bil vključen v japonsko gledališče za ritmične potrebe, splošno vzdušje in v določenih okoljih dekoracijo. V kabuki igri Zgodba o Široišiju in kronike Taihei prizore v prostorih za užitek spremlja taiko, da ustvari dramatično napetost. Gledališče Noh tudi vključuje taiko glasbo, kjer je performans sestavljen iz zelo specifičnih ritmičnih vzorcev. Šola bobnanja Konparu (金春流) na primer vsebuje 65 osnovnih vzorcev poleg 25 posebnih vzorcev; ti vzorci so razvrščeni v več razredov. Razlike med temi vzorci vključujejo spremembe v tempu, naglasu, dinamiki, višini in funkciji v gledališki predstavi. Vzorci so pogosto povezani tudi v progresije.
Taiko se še naprej uporablja v gagakuju, tradiciji klasične glasbe, ki se običajno izvaja v tokijski cesarski palači poleg lokalnih templjev in svetišč. V gagakuju je ena komponenta umetniške oblike tradicionalni ples, ki ga deloma vodi ritem, ki ga določa taiko.
Taiko je igral pomembno vlogo na številnih lokalnih festivalih po Japonski. Uporabljajo se tudi za spremljavo verske obredne glasbe. V kaguri, kategoriji glasbe in plesov, ki izhajajo iz šintoističnih praks, se taiko pogosto pojavlja skupaj z drugimi izvajalci med lokalnimi festivali. V budističnih tradicijah se uporablja za obredne plese kot del festivala Bon. Taiko je skupaj z drugimi inštrumenti prikazan na vrhovih stolpov, ki so okrašeni z rdeče-belim blagom in služijo za zagotavljanje ritmov za plesalce, ki so obkroženi okoli nastopajočih.
=== Kumi-daiko[edit]
See also: Daihachi Oguchi, Ondekoza, and Kodo (taiko group)
Poleg inštrumentov se izraz taiko nanaša tudi na samo izvedbo in običajno na en slog,  imenovan kumi-daiko ali ansambelsko igranje (v nasprotju s festivalskimi predstavami, rituali ali gledališko uporabo bobnov). Kumi-daiko je leta 1951 razvil Daihači Oguči. Velja za mojstra izvajalca in je pomagal preoblikovati izvedbo taiko od korenin v tradicionalnih okoljih na festivalih in svetiščih. Oguči se je v Naganu izobraževal za jazz glasbenika in na neki točki mu je sorodnik podaril star del napisane taiko glasbe. Ker ni mogel prebrati tradicionalnih in ezoteričnih zapisov, je Oguči našel pomoč pri prepisu skladbe in je sam dodal ritme ter preoblikoval delo, da je lahko sprejelo več igralcev taiko na instrumentih različnih velikosti. Vsak inštrument je služil posebnemu namenu, ki je vzpostavil današnje konvencije pri izvajanju kumi-daika.
Ogučijev ansambel Osuva Daiko je vključil te spremembe in druge bobne v svoje nastope. Oblikovali so tudi nove skladbe, ki so bile namenjene nereligioznim predstavam. V 1950-ih in 1960-ih se je na Japonskem pojavilo več drugih skupin. Oedo Sukeroku Daiko je bila ustanovljena leta 1959 v Tokiu pod vodstvom Seidō Kobajašija  in velja za prvo taiko skupino, ki je profesionalno gostovala. Po vsem svetu je kumi-daiko predstava postala bolj vidna med poletnimi olimpijskimi igrami leta 1964 v Tokiu, ko je bila predstavljena na dogodku Festival of Arts.
Kumi-daiko se je razvil tudi pod vodstvom Den Tagajasuja (田耕), ki je zbral mlade moške, ki so bili pripravljeni ves svoj življenjski slog posvetiti igranju taiko in jih odpeljal na otok Sado na trening, kjer se je Den in njegovi družina naselila leta 1968. Den je izbral otok na podlagi želje po oživitvi ljudskih umetnosti na Japonskem, zlasti taika; navdihnila ga je tradicija bobnanja, edinstvena za Sado, imenovana ondeko (鬼太鼓, »demonsko bobnanje« v sadovskem narečju), ki je za dobro igranje zahtevala precejšnjo moč. Den je skupino poimenoval »Za Ondekoza« ali na kratko »Ondekoza« in izvajal strog nabor vaj za svoje člane, vključno s tekom na dolge razdalje. Leta 1975 je Ondekoza kot prva taiko skupina gostovala v ZDA. Njihov prvi nastop se je zgodil takoj po tem, ko je skupina končala s tekom Bostonskega maratona, medtem ko so nosili svoje tradicionalne uniforme. Leta 1981 so se nekateri člani Ondekoze odcepili od Dena in pod vodstvom Eitecuja Hajašija ustanovili drugo skupino, imenovano »Kodo«. Ti so še naprej uporabljal otok Sado za strog trening in skupno življenje ter nadaljevali s popularizacijo taiko s pogostimi turnejami in sodelovanjem z drugimi glasbenimi izvajalci. Kodo je ena najbolj priznanih taiko skupin na Japonskem in po svetu.
Ocene števila taiko skupin na Japonskem se gibljejo do 5000 aktivnih skupin, vendar bolj konservativne ocene postavljajo številko bližje 800 na podlagi članstva v Nippon Taiko Foundation, največji nacionalni organizaciji taiko skupin.
- Srednje velik čū-daiko, ki se igra na poševnem stojalu
- Ta ō-daiko skupine Kodo ima tomoe znak na koži.
- Primer šime-daiko, napetega z vrvjo
- Primer okedō, napetega z vrvjo
- Curi-daiko na ogled v Museo de la Música de Barcelona
- Ko-cuzumi iz 17. stoletja
- Učiva-daiko

## Zgradba

### Proces izdelave
Taiko konstrukcija ima več stopenj, vključno z izdelavo in oblikovanjem telesa (ali lupine) bobna, pripravo kože bobna in prilagajanjem kože glavi bobna. V zadnjih dveh delih tega procesa se pogosto pojavijo spremembe v procesu gradnje. Zgodovinsko gledano so bjō-uči-daiko izdelovali iz debel japonskega bezga (Zelkova serrata), ki so se skozi leta izsušila, z uporabo tehnik za preprečevanje cepitev. Tesarski mojster je nato z dletom izrezljal grobo obliko telesa bobna; tekstura lesa po rezbarjenju je zmehčala ton bobna. V sodobnem času se taiko izrezuje na veliki stružnici z uporabo lesenih palic ali hlodov, ki jih je mogoče oblikovati tako, da se prilegajo telesom bobnov različnih velikosti. Glave bobnov se lahko pustijo več let sušiti na zraku, vendar nekatera podjetja uporabljajo velika, z dimom napolnjena skladišča, da pospešijo proces sušenja. Po končanem sušenju se notranjost bobna obdela z dletom z globokimi utori in pobrusi. Nazadnje so na boben nameščeni ročaji. Uporabljajo se za prenašanje manjših bobnov in služijo kot okras za večje bobne.
Kože ali glave taiko bobna so običajno izdelane iz govejega usnja krav Holstein, starih približno tri ali štiri leta. Kože prihajajo tudi od konjev, bikova koža pa je boljša za večje bobne. Za manjše taiko bobne so zaželene tanjše kože, za večje pa debelejše kože. Na nekaterih glavah bobnov kos jelenove kože, postavljen na sredino, služi kot tarča za številne udarce med nastopom. Pred namestitvijo na telo bobna se dlake odstranijo s kože tako, da se za približno en mesec namakajo v reki ali potoku; prednost imajo zimski meseci, saj nižje temperature bolje olajšajo odstranjevanje dlak. Za pravilno raztegovanje kože čez boben postopek zahteva, da telo držimo na ploščadi z več hidravličnimi dvigalkami pod njim. Robovi govejega usnja so pritrjeni na napravo, ti pa postopoma raztegnejo kožo, da natančno napnejo glavo bobna. Druge oblike raztezanja uporabljajo vrv ali vrvice z lesenimi mozniki ali železno kolo za ustvarjanje ustrezne napetosti. Med tem postopkom lahko naredijo majhne prilagoditve napetosti z majhnimi koščki bambusa, ki se zvijajo okoli vrvi. Posebej velike glave bobnov so včasih raztegnjene tako, da več delavcev, oblečenih v nogavice, ritmično skače po vrhu in tvori krog vzdolž roba. Ko se koža posuši, se na ustrezne bobne dodajo žebljički, imenovani bjō, da jo pritrdijo; čū-daiko jih zahteva približno 300 za vsako stran. Ko sta trup in koža končana, odvečno kožo odrežemo in boben lahko po potrebi obarvajo

### Izdelovalci bobnov
Več podjetij je specializiranih za proizvodnjo taiko bobnov. Eno takih podjetij, ki je izdelovalo bobne izključno za japonskega cesarja, Mijamoto Unosuke Šoten v Tokiu, izdeluje taiko od leta 1861. Korporacija Asano Taiko je še ena velika organizacija za proizvodnjo in jih izdeluje že več kot 400 let. Družinsko podjetje se je začelo v kraju Mattō, Išikava in je poleg vojaške opreme izdelovalo taiko za gledališče Noh in se pozneje razširilo na ustvarjanje instrumentov za festivale v obdobju Meidži. Asano trenutno vzdržuje celoten kompleks velikih stavb, imenovanih Asano Taiko Village, podjetje pa poroča, da proizvede do 8000 bobnov vsako leto. Od leta 2012 je v vsaki japonski prefekturi približno eno večje podjetje za proizvodnjo taiko, pri čemer imajo nekatere regije več podjetij. Med proizvajalci v Nanivi je Taikoya Matabē eden najuspešnejših in se domneva, da je skupnosti prinesel precejšnjo prepoznavnost in privabil številne tamkajšnje izdelovalce bobnov. Umecu Daiko, podjetje, ki deluje v Hakati, proizvaja taiko že od leta 1821. 